# 世音堂
『世音堂』（ぜのんどう）は、日本の小説家による写真大喜利、ならびに小説の朗読イベント。旗揚げは2011年。主宰は小説家の柴崎竜人。

## 概要
3枚の写真をお題とし、その3枚すべてがシーンとして登場するショートショート小説を作家たちが執筆する。書き手によってそれぞれの写真の使われ方が異なり、出来上がってくる物語もまったく別の物語となる。
元々は落語の寄席に集まった客のなかから3つのお題を用意させ、噺家がその場で即興の落語を創作する三題噺をヒントにルールが作られた。

## ルール
世音堂のルールは以下の3つである。
- 3枚のお題写真をすべて使って、物語を創作すること。
- 文量は4,000字（原稿用紙10枚）以内のこと。
- 最後の一行を、タイトルにすること。

## 朗読ライブ
世音堂の朗読イベントでは作家が指名した朗読者によって、作品の朗読が行われる。またすべての朗読が終了後に作家たちが登壇し、同じお題からどのようにして別々の物語が生まれたかという制作話があかされる座談会が用意されている。

## せかいのカラ
イベント時には世音堂編集の機関誌『せかいのカラ』が発行され、朗読小説が掲載されている。

## 参加アーティスト
世音堂でショートショートを執筆するのは全員が作家であるが、「お題写真の提出者」「朗読者」の立場で参加するのはミュージシャン、映画監督、主婦、俳優、経営者、と多岐にわたっている。
これまで世音堂に参加したアーティストは以下の通りである。

### 作家
- 柴崎竜人
- 藤谷文子
- 狗飼恭子
- 竹内佑
- 針谷卓史
- 村松真理
- 田内志文

### お題写真の提出者
- 一青窈
- 瀬田なつき
- 大平貴之
- 川邊健太郎
- プラープダー・ユン
- 保科和賀子

### 朗読者
- 篠原ともえ
- サヘル・ローズ
- 木下ほうか
- 小宮一葉
- 宮本一粋
- 延増静美
- 森戸宏明

### 司会
- 中井美穂